# Piano Dawes
Il piano Dawes fu un piano di natura economica per la risoluzione del problema delle riparazioni di guerra stabilite dal Trattato di Versailles a carico della Germania: tale piano, che deve il nome al suo ideatore, Charles Gates Dawes, venne approvato nel 1924.

## Antefatti

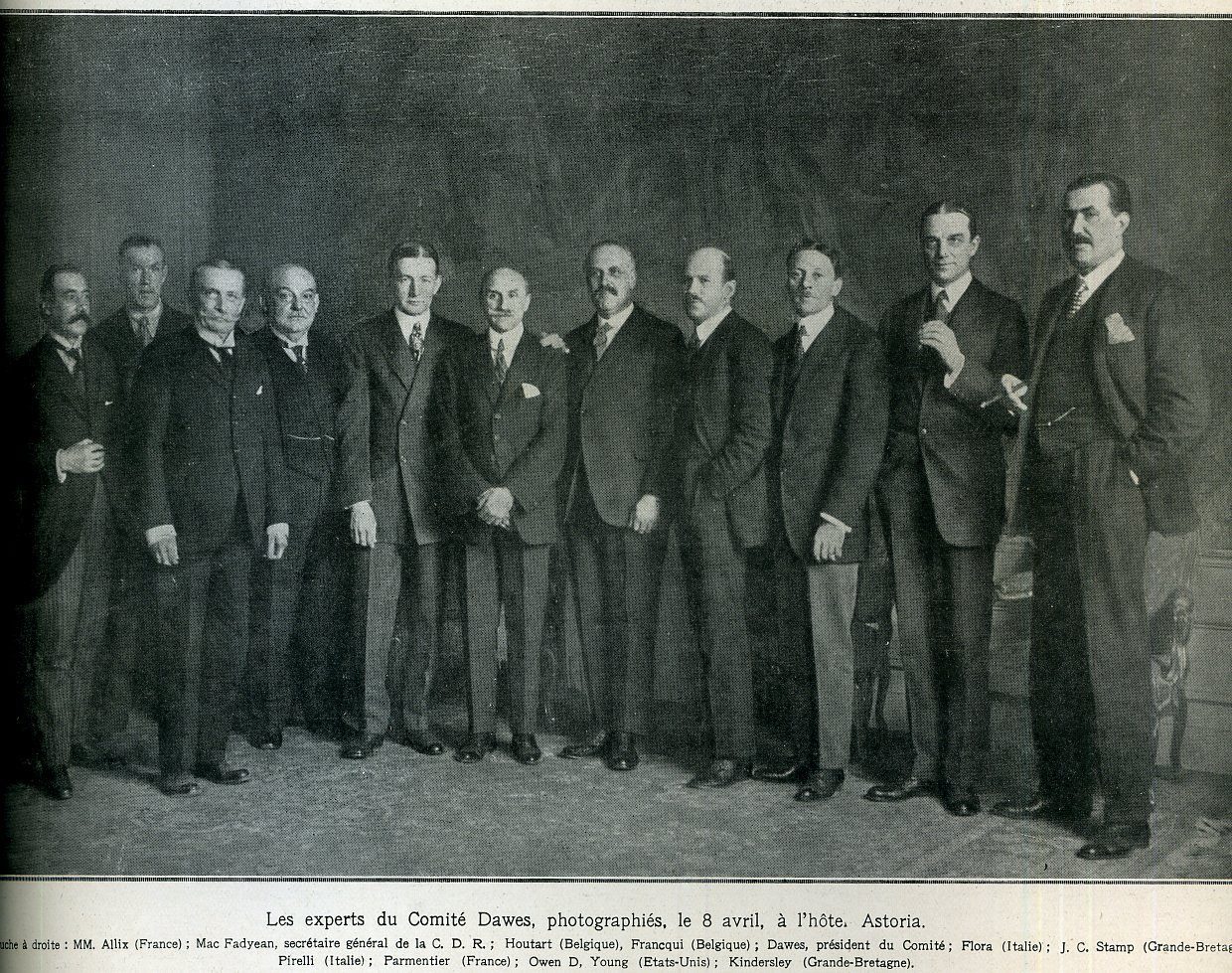
Il gruppo di esperti finanziari, presieduto da Charles Dawes, che ideò il piano.

Alla Conferenza di pace di Parigi la Germania fu riconosciuta come principale responsabile del conflitto. Con la clausola della responsabilità della guerra Francia e Gran Bretagna pretesero che la Germania pagasse non solo i danni arrecati ai civili (le riparazioni vere e proprie), ma anche l'intero costo sopportato dai governi alleati per la prosecuzione della guerra, con l'ammontare di 132 miliardi di marchi oro (o Goldmark), da pagarsi a rate con l'interesse del 6%, una cifra esorbitante pari a circa 31,35 miliardi di dollari oro (1,5 miliardi di once pari a oltre 46000 tonnellate d'oro).
In questo modo la Repubblica di Weimar si ritrovò nella prima metà degli anni venti ad affrontare un'inarrestabile inflazione: nel 1916 il vecchio marco tedesco era scambiato a 8 contro un dollaro statunitense, nel 1918 era sceso a 26 per dollaro, sul finire del 1922 era crollato a 2420, nel giugno del 1923 a 100.000, per precipitare poi in una caduta esponenziale del cambio fino al 15 novembre del 1923, quando l'ultima transazione ufficiale registrò un cambio di 4.200.000.000.000 (4.200 miliardi) di Papiermark per dollaro.
Il marco ormai valeva letteralmente meno della carta su cui era stampato. La disastrosa iperinflazione e la crisi finanziaria ebbero un'incidenza diseguale sui singoli e determinò una drastica redistribuzione del reddito e della ricchezza. Mentre alcuni abili speculatori ammassarono fortune enormi - i debiti di finanzieri ed imprenditori furono polverizzati - la maggioranza dei cittadini, soprattutto quelli delle classi medio-basse e quelli a reddito fisso (pensionati, possessori di buoni del tesoro, molti salariati), videro i propri modesti risparmi spazzati via nello spazio di mesi o settimane e subirono un grave peggioramento del tenore di vita. Tutto ciò provocò disoccupazione e malcontento, sfociati in alcuni tentativi di rovesciamento del governo come quello che era stato attuato dal funzionario governativo ultraconservatore Wolfgang Kapp (detto, appunto, "putsch di Kapp") nel 1920. Il 9 novembre 1923, Adolf Hitler tentò un colpo di stato a Monaco (noto come quello "della birreria"), che però fallì. Inoltre, nel gennaio 1923, la Francia ed il Belgio avevano militarmente occupato il bacino minerario tedesco della Ruhr, come garanzia per le dovute riparazioni di guerra stabilite dal Trattato di Versailles, tagliando il governo tedesco dal principale elemento della ripresa economica.

## Il piano
Il piano fu basato su due pilastri: da una parte la ripresa dei pagamenti tedeschi secondo rate crescenti (ma senza definire un ammontare complessivo) e la riorganizzazione della Reichsbank, la Banca centrale tedesca; dall'altra il cambio della moneta attraverso la creazione di un Reichsmark che avrebbe sostituito il Rentenmark. In tal modo i tedeschi avrebbero potuto osservare i loro debiti emettendo un prestito obbligazionario da collocare sul mercato della finanza mondiale per una somma totale di 800 milioni di marchi oro (circa 200 milioni di dollari che furono piazzati dalla J.P. Morgan & Co. prevalentemente negli Stati Uniti, ma anche in Francia e Inghilterra), garantiti dalle azioni della società ferroviaria tedesca e da un'ipoteca sugli introiti fiscali. Il piano, tra l'altro, avrebbe permesso di far affluire capitali statunitensi in Germania e di qui indirettamente alle altre nazioni europee colpite dalla guerra. In questo modo, come sarebbe avvenuto poi per il Piano Marshall nel secondo dopoguerra, gli americani avrebbero conseguito alcuni importanti successi:
- esportare in Europa merci e capitali in sovrapproduzione, evitando una crisi economica (che pur si verificherà per altre cause nel 1929);
- legare i mercati europei e soprattutto tedeschi agli USA per arginare possibili rivoluzioni di matrice comunista;
- rilanciare l'economia europea al fine di vedersi presto ripagati i debiti di guerra.

## Conseguenze
Il piano Dawes permise alla Germania di riprendere il pagamento delle riparazioni di guerra e di tornare al gold standard nel 1924. Il rentenmark, che aveva contribuito a bloccare l'inflazione, venne sostituito da una nuova valuta, legata teoricamente all'oro alla parità del 1870, il Reichsmark. I provvedimenti presi dal governo per il risanamento furono efficaci: la ripresa fu ininterrotta, e già nel 1925 se ne poterono constatare i risultati.
Con la Grande depressione, però, i prestiti statunitensi vennero a mancare, e la Germania ricadde in una crisi ancora peggiore della precedente, tanto che nel 1932 la Conferenza di Losanna ratificò l'impossibilità da parte tedesca di sopperire ai debiti di guerra.
L'impossibilità di fare fronte ai debiti, uniti alla grande crisi e alle umilianti condizioni del Trattato di Versailles rovinarono la Germania nella miseria e nello sconforto, influenzando così il nascere dell'autarchia e del Nazismo, e prepararono il terreno per l'ascesa di Adolf Hitler al potere.